# غينو سميث
غينو سميث (بالإنجليزية: Geno Smith)‏ هو لاعب كرة قدم أمريكية أمريكي، ولد في 10 أكتوبر 1990 في ميرامار في الولايات المتحدة.

## وصلات خارجية
- غينو سميث على موقع إي إس بي إن.كوم (أن.أف.أل)3
- غينو سميث على موقع مرجع كرة القدم المحترفة.كوم (الإنجليزية)
- غينو سميث على موقع كلية كرة القدم في سبورتس رفرنس.كوم (الإنجليزية)